# Ligand (biokemi)
 For alternative betydninger, se Ligand (flertydig). (Se også artikler, som begynder med Ligand)
I biokemi er en ligand (fra latin: ligare = at binde) et molekyle, som er i stand til at binde sig til og danne et kompleks sammen med et biomolekyle for at tjene et biologisk formål.